# Kevin Levin
Kevin Ethan Levin es un personaje ficticio de las series de animación emitidas por Cartoon Network, Ben 10, Ben 10: Alien Force, Ben 10: Ultimate Alien y Ben 10: Omniverse. Es interpretado en la serie original por Michael Reisz en su primera aparición y por Charlie Schlatter, por Greg Cipes en Alien Force y Ultimate Alien y en Ben 10: Invasión Alienígena por Nathan Keyes. Aunque originalmente fue presentado como un villano en la serie original, pasó a ser uno de los héroes principales en Alien Force.

## Historia

### Ben 10
Kevin hizo aparición en la serie original como un chico egoísta y presumido, con fuertes tendencias antisociales. Fue presentado como un villano muy similar a Ben en cuanto a poderes y habilidades; ambos se conocen en el capítulo «Copiando Poderes», en donde Kevin se hace con pequeñas cantidades de energía de fuego y cuatro brazos hasta que, finalmente, codiciando tener todos los poderes de Ben, trata de arrancarle el Omnitrix, pero este lo contrataca con una onda de energía que aparentemente le quita sus poderes de absorción.
Sin embargo, Kevin, lejos de haber perdido sus poderes, logró absorber el poder de los diez alienígenas de Ben, pero ahora es incapaz de volver a su forma humana. La inestabilidad de la energía provocó en Kevin una mutación irreversible en la que se convirtió en un híbrido de los diez aliens de Ben. Kevin culpa a Ben por esto y lo enfrenta en el puente de San Francisco, pero Ben, con ayuda del teniente Steel, logra derrotar a Kevin.
Kevin fue enviado junto con Ben al espacio en «Gladiadores». Ambos debieron hacer a un lado sus diferencias para poder escapar de la nave, pero cuando estaban a punto de ir a la Tierra, Kevin rompe la tregua y trata de asesinar a Ben, el cual es salvado por Technorg, un alienígena al que perdonó la vida en la arena y que empieza a combatir contra Kevin, dándole tiempo a Ben para huir. Kevin derrotó a Technorg y se apropió de la nave, la cual usó para localizar y revivir a Vilgax para derrotar a Ben, pero este les gana encerrándolo en el Null Void, una dimensión de bolsillo almacenada en el proyector. Vilgax escapó del Null Void algunas semanas después.

### Ben 10: Fuerza Alienígena
Kevin pasó cinco años en el proyector, y durante ese tiempo su mutación desapareció. Fue liberado del Null Void bajo libertad condicional y desde entonces realiza transacciones clandestinas de tecnología alienígena.
Kevin se reencuentra con Ben y Gwen durante una de esas transacciones.Al principio luchó contra ellos, pero luego les ayudó a derribar una nave Higbreed que quería invadir la tierra.
Tras esto, Kevin se unió al equipo, acercándose más a Ben, al punto de volverse mejores amigos y empezando una relación romántica con Gwen.

### Ben 10: Supremacía Alienígena
En esta secuela de Ben 10: Supremacía Alienígena, los poderes de Kevin no han cambiado mucho, a excepción de que, gracias a su mutación, ahora puede transformar sus manos en armas y aumentar su masa. Ahora es buen amigo de Ben y novio de Gwen. Además de conducir su carro, también conduce una nave espacial de los plomeros, a la que le hace varios cambios constantemente.
Durante los últimos episodios de la primera temporada, Kevin vuelve a absorber los poderes del omnitrix de Ben (cabe citar que cuenta con miembros y formas de los aliens de Ben de 16 años, no el de 10 años, que encontraron en una grieta del tiempo por accidente) y vuelve a hacerse el Kevin de la infancia, malo y vicioso. Es enviado de nuevo al proyector, a una prisión llamada Carcicon. Ben y Gwen entran ahí a rescatarlo y logran redimirlo. En la segunda temporada vuelve a ser el Kevin bueno que conocían.

## Poderes y Habilidades
Los poderes de Kevin han cambiado ligeramente pero siempre basada en la absorción. En la serie original, Kevin tenía la habilidad de absorber energía en cantidades limitadas, lo que lo obligaba constantemente a absorber más. Tras sufrir el choque de una onda de energía, Kevin ahora era capaz de convertirse en cualquiera de los diez aliens iniciales de Ben y cambiar entre los aliens con gran esfuerzo, pudiendo volver a su forma humana por muy poco tiempo. El poder absorbido por Kevin se volvió inestable y alteró su fisionomía, mutándolo en un horrible monstruo, con la apariencia de todos los aliens de Ben, sin poder regresar a su forma humana. Permaneció así por el resto de la serie original hasta que su mutación desapareció durante los 5 años entre la serie original y Alien Force.
En Ben 10: Alien Force, Kevin ahora puede absorber las propiedades sólidas de cualquier material que toque (ya sea madera, el metal de su auto, etc), sirviéndole como una segunda piel. Tras el regreso de Vilgax en busca de venganza contra Ben, Kevin lo convenció de hackear al Omnitrix, el hackeo sale mal y como consecuencia Kevin queda convertido en un mutante, con un cuerpo formado por parte de los materiales que solía absorber, pierde su capacidad de absorción pero puede manipular y convertir sus brazos en cualquier arma peligrosa, tales como masas picudas, cuchillos o martillos. Tras la destrucción del Omnitrix, Kevin regresa a su forma normal.
En Ben 10: Ultimate Alien, Kevin conserva sus poderes originales de Alien Force, excepto que ahora, gracias a la mutación experimentada, mientras está cubierto por un material, puede seguir transformando sus brazos en armas, así como expandir el material que absorbe a más áreas si toca la fuente de la absorción.

## Versiones Alternativas

### Ben 10.000
En el futuro alternativo de Ben 10.000, Kevin jamás fue liberado del Null Void y paso años absorbiendo a los alienígenas que allí se almacenaban. Tras años absorbiendo energía, generó una nueva forma llamada Kevin 11.000. Kevin fue finalmente liberado con ayuda de su hijo Devlin, pero este solo quería vengarse de Ben y no estar con su hijo, así que Ben, con ayuda de su hijo Kenny y Devlin, logran encerrar de nuevo a Kevin.

### Kevin en Time Heals
En esta realidad alterna creada por un viaje en el tiempo de Gwen. Kevin jamás volvió a mutar como lo haría en la venganza de Vilgax. Sin su mutación, La Fuerza Alienígena fue derrotada por Hex y la tierra esclavizada.

## Apariciones
Series
- Ben 10 (Episodios: "Copiando poderes", "Kevin regresa", "Gladiadores" y "Los malos están de regreso")
- Ben 10: Alien Force
- Ben 10: Ultimate Alien
- Ben 10: Omniverse

Videojuegos
- Ben 10: Protector of Earth
- Ben 10: Alien Force (videojuego)
- Ben 10 Alien Force: Vilgax Attacks
- Ben 10: Cosmic Destruction

Películas
- Ben 10: Alien Swarm